# Voleibol na Universíada de Verão de 2019 - Torneio Masculino
O torneio masculino de Voleibol na Universíada de Verão de 2019 foi realizado no Palazzetto dello Sport (Ariano Irpino), PalaTedeschi (Benevento), PalaSele (Eboli) e PalaCoscioni (Nocera Inferiore), na Itália, entre 5 e 13 de julho de 2019.

## Equipes qualificadas
| Torneio de qualificação                               | Data                      | Sede    | Vagas | Qualificados   | Última participação |
| ----------------------------------------------------- | ------------------------- | ------- | ----- | -------------- | ------------------- |
| País-sede                                             | 30 de maio de 2016        | Lausana | 1     | Itália         | 2007                |
| 8 melhores ranqueados na Universíada de Verão de 2017 | 20 a 29 de agosto de 2017 | Taipé   | 8     | Irã            | 2017                |
| 8 melhores ranqueados na Universíada de Verão de 2017 | 20 a 29 de agosto de 2017 | Taipé   | 8     | Rússia         | 2017                |
| 8 melhores ranqueados na Universíada de Verão de 2017 | 20 a 29 de agosto de 2017 | Taipé   | 8     | Japão          | 2017                |
| 8 melhores ranqueados na Universíada de Verão de 2017 | 20 a 29 de agosto de 2017 | Taipé   | 8     | Ucrânia        | 2017                |
| 8 melhores ranqueados na Universíada de Verão de 2017 | 20 a 29 de agosto de 2017 | Taipé   | 8     | Brasil         | 2017                |
| 8 melhores ranqueados na Universíada de Verão de 2017 | 20 a 29 de agosto de 2017 | Taipé   | 8     | Argentina      | 2017                |
| 8 melhores ranqueados na Universíada de Verão de 2017 | 20 a 29 de agosto de 2017 | Taipé   | 8     | Chéquia        | 2017                |
| 8 melhores ranqueados na Universíada de Verão de 2017 | 20 a 29 de agosto de 2017 | Taipé   | 8     | Portugal       | 2017                |
| Cotas Continentais                                    | -                         | -       | 3     | Canadá         | 2017                |
| Cotas Continentais                                    | -                         | -       | 3     | Taipé Chinês   | 2017                |
| Cotas Continentais                                    | -                         | -       | 3     | Suíça          | 2017                |
| Primeiros convidados confirmados                      | -                         | -       | 3     | México         | 2017                |
| Primeiros convidados confirmados                      | -                         | -       | 3     | China          | 2017                |
| Primeiros convidados confirmados                      | -                         | -       | 3     | Estados Unidos | 2017                |
| Convites posteriormente confirmados                   | -                         | -       | 5     | Chile          | 2017                |
| Convites posteriormente confirmados                   | -                         | -       | 5     | França         | 2017                |
| Convites posteriormente confirmados                   | -                         | -       | 5     | Hong Kong      | 2017                |
| Convites posteriormente confirmados                   | -                         | -       | 5     | Polônia        | 2013                |
| Convites posteriormente confirmados                   | -                         | -       | 5     | Coreia do Sul  | 2017                |
| Total                                                 |                           |         | 20    |                |                     |

## Formato de disputa
A competição reuniu 20 equipes, sendo realizada em sete dias com recesso de dois dias. As equipes foram distribuídas em quatro grupos, competindo em sistema de pontos corridos, ao final as duas primeiras equipes de cada grupo se enfrentaram nas quartas de final. As equipes que terminaram na terceira e quarta posições de cada grupo disputaram as posições do novo ao décimo sexto lugar, já as quintas colocadas definiram as posições do décimo sétimo ao vigésimo postos.
As equipes vencedores das quartas de final avançaram as semifinais, e as vencedores desta etapa disputaram a medalha de ouro e as perdedoras se enfrentaram pela medalha de bronze.

## Critérios de classificação nos grupos
1. Número de vitórias;
2. Pontos;
3. Razão de sets;
4. Razão de pontos;
5. Resultado da última partida entre os times empatados.

- Placar de 3–0 ou 3–1: 3 pontos para o vencedor, nenhum para o perdedor;
- Placar de 3–2: 2 pontos para o vencedor, 1 para o perdedor.[4]

## Primeira fase
|  | Qualificados para as quartas de final           |
|  | Qualificados para a disputa do 9º ao 16º lugar  |
|  | Qualificados para a disputa do 17º ao 20º lugar |

### Grupo A
|     |              |     | Jogos | Jogos | Jogos | Pontos | Pontos | Pontos | Sets | Sets | Sets  |
| Pos | Equipe       | Pts | T     | V     | D     | V      | P      | R      | V    | P    | R     |
| --- | ------------ | --- | ----- | ----- | ----- | ------ | ------ | ------ | ---- | ---- | ----- |
| 1   | Chéquia      | 12  | 4     | 4     | 0     | 377    | 300    | 1.257  | 12   | 3    | 4,000 |
| 2   | Taipé Chinês | 8   | 4     | 3     | 1     | 362    | 315    | 1.149  | 10   | 6    | 1.667 |
| 3   | Ucrânia      | 6   | 4     | 2     | 2     | 367    | 367    | 1,000  | 9    | 8    | 1.125 |
| 4   | Chile        | 4   | 4     | 1     | 3     | 312    | 355    | 0.879  | 6    | 9    | 0.667 |
| 5   | Hong Kong    | 0   | 4     | 0     | 4     | 250    | 331    | 0.755  | 1    | 12   | 0.083 |

Resultados
| Data  | Hora  |              | Placar |              | Set 1 | Set 2 | Set 3 | Set 4 | Set 5 | Total   | Relatório |
| ----- | ----- | ------------ | ------ | ------------ | ----- | ----- | ----- | ----- | ----- | ------- | --------- |
| 5 jul | 12:00 | Chile        | 0–3    | Chéquia      | 13–25 | 15–25 | 28–30 |       |       | 56–80   | P2        |
| 5 jul | 14:30 | Taipé Chinês | 3–2    | Ucrânia      | 25–22 | 15–25 | 22–25 | 25–17 | 15–13 | 102–102 | P2        |
| 6 jul | 12:00 | Chéquia      | 3–1    | Taipé Chinês | 25–23 | 25–18 | 24–26 | 25–21 |       | 99–88   | P2        |
| 6 jul | 14:30 | Hong Kong    | 0–3    | China        | 22–25 | 32–34 | 18–25 |       |       | 72–84   | P2        |
| 7 jul | 12:00 | Taipé Chinês | 3–0    | Hong Kong    | 25–13 | 25–8  | 25–17 |       |       | 75–38   | P2        |
| 7 jul | 17:30 | Ucrânia      | 1–3    | Chéquia      | 28–26 | 13–25 | 21–25 | 22–25 |       | 84–101  | P2        |
| 8 jul | 12:00 | Chile        | 1–3    | Taipé Chinês | 25–22 | 18–25 | 14–25 | 9–25  |       | 66–97   | P2        |
| 8 jul | 14:30 | Hong Kong    | 0–3    | Ucrânia      | 21–25 | 16–25 | 21–25 |       |       | 58–75   | P2        |
| 9 jul | 12:00 | Ucrânia      | 3–2    | Taipé Chinês | 21–25 | 25–22 | 25–23 | 20–25 | 15–11 | 106–106 | P2        |
| 9 jul | 14:30 | Chéquia      | 3–1    | Hong Kong    | 22–25 | 25–19 | 25–18 | 25–10 |       | 97–72   | P2        |

### Grupo B
|     |                |     | Jogos | Jogos | Jogos | Pontos | Pontos | Pontos | Sets | Sets | Sets   |
| Pos | Equipe         | Pts | T     | V     | D     | V      | P      | R      | V    | P    | R      |
| --- | -------------- | --- | ----- | ----- | ----- | ------ | ------ | ------ | ---- | ---- | ------ |
| 1   | Rússia         | 12  | 4     | 4     | 0     | 324    | 232    | 1.397  | 12   | 1    | 12,000 |
| 2   | Portugal       | 9   | 4     | 3     | 1     | 338    | 306    | 1.105  | 10   | 4    | 2.500  |
| 3   | Estados Unidos | 4   | 4     | 2     | 2     | 329    | 369    | 0.892  | 6    | 10   | 0.600  |
| 4   | Coreia do Sul  | 4   | 4     | 1     | 3     | 320    | 352    | 0.909  | 6    | 9    | 0.667  |
| 5   | China          | 1   | 4     | 0     | 4     | 286    | 338    | 0.846  | 2    | 12   | 0.167  |

Resultados
| Data  | Hora  |                | Placar |                | Set 1 | Set 2 | Set 3 | Set 4 | Set 5 | Total   | Relatório |
| ----- | ----- | -------------- | ------ | -------------- | ----- | ----- | ----- | ----- | ----- | ------- | --------- |
| 5 jul | 17:30 | Estados Unidos | 3–2    | Coreia do Sul  | 25–21 | 25–20 | 18–25 | 21–25 | 15–13 | 104–104 | P2        |
| 5 jul | 20:00 | Rússia         | 3–1    | Portugal       | 24–26 | 25–15 | 25–20 | 25–17 |       | 99–78   | P2        |
| 6 jul | 17:30 | Coreia do Sul  | 0–3    | Rússia         | 17–25 | 22–25 | 18–25 |       |       | 57–75   | P2        |
| 6 jul | 20:00 | China          | 2–3    | Estados Unidos | 25–19 | 22–25 | 22–25 | 25–23 | 13–15 | 107–107 | P2        |
| 7 jul | 17:30 | Portugal       | 3–1    | Coreia do Sul  | 25–21 | 25–20 | 27–29 | 25–8  |       | 102–78  | P2        |
| 7 jul | 20:00 | Rússia         | 3–0    | China          | 25–20 | 25–15 | 25–15 |       |       | 75–50   | P2        |
| 8 jul | 17:30 | Estados Unidos | 0–3    | Rússia         | 13–25 | 15–25 | 19–25 |       |       | 47–75   | P2        |
| 8 jul | 17:30 | China          | 0–3    | Portugal       | 22–25 | 18–25 | 18–25 |       |       | 58–75   | P2        |
| 9 jul | 12:00 | Coreia do Sul  | 3–0    | China          | 25–23 | 25–19 | 31–29 |       |       | 81–71   | P2        |
| 9 jul | 14:30 | Portugal       | 3–0    | Estados Unidos | 25–19 | 33–31 | 25–21 |       |       | 83–71   | P2        |

### Grupo C
|     |         |     | Jogos | Jogos | Jogos | Pontos | Pontos | Pontos | Sets | Sets | Sets  |
| Pos | Equipe  | Pts | T     | V     | D     | V      | P      | R      | V    | P    | R     |
| --- | ------- | --- | ----- | ----- | ----- | ------ | ------ | ------ | ---- | ---- | ----- |
| 1   | Polônia | 12  | 4     | 4     | 0     | 300    | 226    | 1.327  | 12   | 0    | MAX   |
| 2   | França  | 8   | 4     | 3     | 1     | 360    | 224    | 1.607  | 9    | 7    | 1.286 |
| 3   | Brasil  | 6   | 4     | 2     | 2     | 310    | 306    | 1.013  | 7    | 7    | 1,000 |
| 4   | Canadá  | 2   | 4     | 1     | 3     | 322    | 363    | 0.887  | 5    | 11   | 0.455 |
| 5   | Irã     | 2   | 4     | 0     | 4     | 304    | 367    | 0.828  | 4    | 12   | 0.333 |

Resultados
| Data  | Hora  |         | Placar |         | Set 1 | Set 2 | Set 3 | Set 4 | Set 5 | Total  | Relatório |
| ----- | ----- | ------- | ------ | ------- | ----- | ----- | ----- | ----- | ----- | ------ | --------- |
| 5 jul | 17:30 | Brasil  | 0–3    | Polônia | 22–25 | 11–25 | 23–25 |       |       | 56–75  | P2        |
| 5 jul | 20:00 | França  | 3–2    | Irã     | 25–12 | 25–19 | 19–25 | 25–27 | 15–8  | 109–91 | P2        |
| 6 jul | 17:30 | Polônia | 3–0    | França  | 25–14 | 25–22 | 25–19 |       |       | 75–55  | P2        |
| 6 jul | 17:30 | Canadá  | 1–3    | Brasil  | 13–25 | 25–18 | 21–25 | 19–25 |       | 78–93  | P2        |
| 7 jul | 14:30 | Irã     | 0–3    | Polônia | 19–25 | 21–25 | 21–25 |       |       | 61–75  | P2        |
| 7 jul | 14:30 | França  | 3–1    | Canadá  | 25–18 | 25–27 | 25–17 | 25–20 |       | 100–82 | P2        |
| 8 jul | 12:00 | Brasil  | 1–3    | França  | 21–25 | 18–25 | 25–21 | 22–25 |       | 86–96  | P2        |
| 8 jul | 14:30 | Canadá  | 3–2    | Irã     | 20–25 | 25–18 | 23–25 | 25–17 | 15–10 | 108–95 | P2        |
| 9 jul | 17:30 | Polônia | 3–0    | Canadá  | 25–20 | 25–16 | 25–18 |       |       | 75–54  | P2        |
| 9 jul | 20:00 | Irã     | 0–3    | Brasil  | 18–25 | 21–25 | 18–25 |       |       | 57–75  | P2        |

### Grupo D
|     |           |     | Jogos | Jogos | Jogos | Pontos | Pontos | Pontos | Sets | Sets | Sets  |
| Pos | Equipe    | Pts | T     | V     | D     | V      | P      | R      | V    | P    | R     |
| --- | --------- | --- | ----- | ----- | ----- | ------ | ------ | ------ | ---- | ---- | ----- |
| 1   | Itália    | 11  | 4     | 4     | 0     | 333    | 270    | 1.233  | 12   | 2    | 6,000 |
| 2   | Japão     | 9   | 4     | 3     | 1     | 308    | 276    | 1.116  | 9    | 4    | 2.250 |
| 3   | Argentina | 7   | 4     | 2     | 2     | 333    | 321    | 1.037  | 8    | 7    | 1.143 |
| 4   | Suíça     | 3   | 4     | 1     | 3     | 329    | 365    | 0.901  | 5    | 10   | 0.500 |
| 5   | México    | 0   | 4     | 0     | 4     | 262    | 333    | 0.787  | 1    | 12   | 0.083 |

Resultados
| Data  | Hora  |           | Placar |           | Set 1 | Set 2 | Set 3 | Set 4 | Set 5 | Total   | Relatório |
| ----- | ----- | --------- | ------ | --------- | ----- | ----- | ----- | ----- | ----- | ------- | --------- |
| 5 jul | 12:00 | México    | 0–3    | Argentina | 20–25 | 16–25 | 19–25 |       |       | 55–75   | P2        |
| 5 jul | 17:30 | Suíça     | 0–3    | Itália    | 17–25 | 23–25 | 15–25 |       |       | 55–75   | P2        |
| 6 jul | 12:00 | Japão     | 3–0    | México    | 25–15 | 25–21 | 25–21 |       |       | 75–57   | P2        |
| 6 jul | 20:00 | Argentina | 3–1    | Suíça     | 25–20 | 22–25 | 25–18 | 25–20 |       | 97–83   | P2        |
| 7 jul | 20:00 | Itália    | 3–2    | Argentina | 23–25 | 20–25 | 25–15 | 25–23 | 15–12 | 108–100 | P2        |
| 7 jul | 20:00 | Suíça     | 1–3    | Japão     | 25–23 | 21–25 | 16–25 | 21–25 |       | 83–98   | P2        |
| 8 jul | 20:00 | Japão     | 0–3    | Itália    | 22–25 | 19–25 | 19–25 |       |       | 60–75   | P2        |
| 8 jul | 20:00 | México    | 1–3    | Suíça     | 20–25 | 32–34 | 26–24 | 17–25 |       | 95–108  | P2        |
| 9 jul | 17:30 | Argentina | 0–3    | Japão     | 20–25 | 23–25 | 18–25 |       |       | 61–75   | P2        |
| 9 jul | 20:00 | Itália    | 3–0    | México    | 25–20 | 25–16 | 25–19 |       |       | 75–55   | P2        |

## Fase final

### Classificação do 17º ao 20º lugares
| Data   | Hora  |           | Placar |        | Set 1 | Set 2 | Set 3 | Set 4 | Set 5 | Total | Relatório |
| ------ | ----- | --------- | ------ | ------ | ----- | ----- | ----- | ----- | ----- | ----- | --------- |
| 11 jul | 17:30 | Hong Kong | 1–3    | México | 25–22 | 14–25 | 13–25 | 21–25 |       | 73–97 | P2        |
| 11 jul | 20:00 | China     | 0–3    | Irã    | 16–25 | 22–25 | 19–25 |       |       | 57–75 | P2        |

### Classificação do 9º ao 16º lugares
| Data   | Hora  |                | Placar |               | Set 1 | Set 2 | Set 3 | Set 4 | Set 5 | Total   | Relatório |
| ------ | ----- | -------------- | ------ | ------------- | ----- | ----- | ----- | ----- | ----- | ------- | --------- |
| 11 jul | 12:00 | Estados Unidos | 0–3    | Suíça         | 23–25 | 21–25 | 15–25 |       |       | 59–75   | P2        |
| 11 jul | 14:30 | Brasil         | 3–1    | Chile         | 23–25 | 25–19 | 25–22 | 25–19 |       | 98–85   | P2        |
| 11 jul | 17:30 | Ucrânia        | 0–3    | Canadá        | 17–25 | 13–25 | 16–25 |       |       | 46–75   | P2        |
| 11 jul | 20:00 | Argentina      | 2–3    | Coreia do Sul | 24–26 | 25–16 | 25–18 | 19–25 | 12–15 | 105–100 | P2        |

### Quartas de final
| Data   | Hora  |         | Placar |              | Set 1 | Set 2 | Set 3 | Set 4 | Set 5 | Total | Relatório |
| ------ | ----- | ------- | ------ | ------------ | ----- | ----- | ----- | ----- | ----- | ----- | --------- |
| 11 jul | 12:00 | Rússia  | 3–1    | Japão        | 25–21 | 25–21 | 23–25 | 25–14 |       | 98–81 | P2        |
| 11 jul | 14:30 | Polônia | 3–0    | Taipé Chinês | 25–17 | 25–18 | 25–9  |       |       | 75–44 | P2        |
| 11 jul | 17:30 | Chéquia | 1–3    | França       | 22–25 | 17–25 | 26–24 | 19–25 |       | 84–99 | P2        |
| 11 jul | 20:00 | Itália  | 3–0    | Portugal     | 25–16 | 25–21 | 25–15 |       |       | 75–52 | P2        |

### Classificação do 5º ao 8º lugares
| Data   | Hora  |              | Placar |          | Set 1 | Set 2 | Set 3 | Set 4 | Set 5 | Total  | Relatório |
| ------ | ----- | ------------ | ------ | -------- | ----- | ----- | ----- | ----- | ----- | ------ | --------- |
| 12 jul | 12:00 | Taipé Chinês | 1–3    | Japão    | 31–33 | 23–25 | 25–16 | 22–25 |       | 101–99 | P2        |
| 12 jul | 14:30 | Chéquia      | 3–1    | Portugal | 25–23 | 25–23 | 21–25 | 25–18 |       | 96–89  | P2        |

### Décimo nono lugar
| Data   | Hora  |           | Placar |       | Set 1 | Set 2 | Set 3 | Set 4 | Set 5 | Total | Relatório |
| ------ | ----- | --------- | ------ | ----- | ----- | ----- | ----- | ----- | ----- | ----- | --------- |
| 12 jul | 14:30 | Hong Kong | 3–0    | China | 25–21 | 25–23 | 25–15 |       |       | 75–59 | P2        |

### Décimo sétimo lugar
| Data   | Hora  |        | Placar |     | Set 1 | Set 2 | Set 3 | Set 4 | Set 5 | Total | Relatório |
| ------ | ----- | ------ | ------ | --- | ----- | ----- | ----- | ----- | ----- | ----- | --------- |
| 12 jul | 17:30 | México | 3–0    | Irã | 25–23 | 25–20 | 25–18 |       |       | 75–61 | P2        |

### Semifinais
| Data   | Hora  |         | Placar |        | Set 1 | Set 2 | Set 3 | Set 4 | Set 5 | Total   | Relatório |
| ------ | ----- | ------- | ------ | ------ | ----- | ----- | ----- | ----- | ----- | ------- | --------- |
| 12 jul | 12:00 | Polônia | 3–2    | Rússia | 25–21 | 25–15 | 19–25 | 18–25 | 17–15 | 104–101 | P3        |
| 12 jul | 14:30 | França  | 0–3    | Itália | 16–25 | 21–25 | 18–25 |       |       | 55–75   | P2        |

### Décimo quinto lugar
| Data   | Hora  |           | Placar |                | Set 1 | Set 2 | Set 3 | Set 4 | Set 5 | Total | Relatório |
| ------ | ----- | --------- | ------ | -------------- | ----- | ----- | ----- | ----- | ----- | ----- | --------- |
| 13 jul | 12:00 | Argentina | 3–0    | Estados Unidos | 25–20 | 25–15 | 25–20 |       |       | 75–55 | P2        |

### Décimo terceiro lugar
| Data   | Hora  |         | Placar |       | Set 1 | Set 2 | Set 3 | Set 4 | Set 5 | Total | Relatório |
| ------ | ----- | ------- | ------ | ----- | ----- | ----- | ----- | ----- | ----- | ----- | --------- |
| 13 jul | 14:30 | Ucrânia | 3–0    | Chile | 25–20 | 25–20 | 25–22 |       |       | 75–62 | P3        |

### Décimo primeiro lugar
| Data   | Hora  |        | Placar |        | Set 1 | Set 2 | Set 3 | Set 4 | Set 5 | Total  | Relatório |
| ------ | ----- | ------ | ------ | ------ | ----- | ----- | ----- | ----- | ----- | ------ | --------- |
| 13 jul | 12:00 | Canadá | 3–2    | Brasil | 16–25 | 25–23 | 21–25 | 25–19 | 9–15  | 96–107 | P2        |

### Nono lugar
| Data   | Hora  |               | Placar |       | Set 1 | Set 2 | Set 3 | Set 4 | Set 5 | Total | Relatório |
| ------ | ----- | ------------- | ------ | ----- | ----- | ----- | ----- | ----- | ----- | ----- | --------- |
| 13 jul | 14:30 | Coreia do Sul | 0–3    | Suíça | 15–25 | 25–27 | 17–25 |       |       | 57–77 | P2        |

### Sétimo lugar
| Data   | Hora  |          | Placar |              | Set 1 | Set 2 | Set 3 | Set 4 | Set 5 | Total | Relatório |
| ------ | ----- | -------- | ------ | ------------ | ----- | ----- | ----- | ----- | ----- | ----- | --------- |
| 13 jul | 12:00 | Portugal | 1–3    | Taipé Chinês | 25–14 | 18–25 | 28–30 | 23–25 |       | 94–94 | P2        |

### Quinto lugar
| Data   | Hora  |         | Placar |       | Set 1 | Set 2 | Set 3 | Set 4 | Set 5 | Total | Relatório |
| ------ | ----- | ------- | ------ | ----- | ----- | ----- | ----- | ----- | ----- | ----- | --------- |
| 13 jul | 14:30 | Chéquia | 0–3    | Japão | 19–25 | 18–25 | 22–25 |       |       | 59–75 | P2        |

### Terceiro lugar
| Data   | Hora  |        | Placar |        | Set 1 | Set 2 | Set 3 | Set 4 | Set 5 | Total | Relatório |
| ------ | ----- | ------ | ------ | ------ | ----- | ----- | ----- | ----- | ----- | ----- | --------- |
| 13 jul | 17:30 | França | 0–3    | Rússia | 18–25 | 20–25 | 22–25 |       |       | 60–75 | P2        |

### Final
| Data   | Hora  |        | Placar |         | Set 1 | Set 2 | Set 3 | Set 4 | Set 5 | Total   | Relatório |
| ------ | ----- | ------ | ------ | ------- | ----- | ----- | ----- | ----- | ----- | ------- | --------- |
| 13 jul | 20:30 | Itália | 3–2    | Polônia | 16–25 | 25–20 | 22–25 | 25–23 | 15–10 | 103–103 | P2        |

## Classificação final
| Posição | Equipe         |
| ------- | -------------- |
| 1       | Itália         |
| 2       | Polônia        |
| 3       | Rússia         |
| 4       | França         |
| 5       | Japão          |
| 6       | Chéquia        |
| 7       | Taipé Chinês   |
| 8       | Portugal       |
| 9       | Suíça          |
| 10      | Coreia do Sul  |
| 11      | Canadá         |
| 12      | Brasil         |
| 13      | Ucrânia        |
| 14      | Chile          |
| 15      | Argentina      |
| 16      | Estados Unidos |
| 17      | México         |
| 18      | Irã            |
| 19      | Hong Kong      |
| 20      | China          |